# Ліричний настрій
«Ліричний настрій» («Лирическое настроение») — радянський фільм-концерт 1974 року, знятий режисером Петром Журавльовим на Ленінградському телебаченні.

## Сюжет
Фільм-концерт із пісень Станіслава Пожлакова у виконанні Едіти П'єхи, Едуарда Хіля, Валентини Бєлової, Ніни Кости, Герти Юхіної, Віталія Каратаєва. Композитора Станіслава Пожлакова знято під час прогулянок містом — на набережній Неви, біля Ісаакіївського собору та в студії звукозапису під час роботи з оркестром.

## У ролях
- Станіслав Пожлаков — співак
- Едіта П'єха — співачка
- Едуард Хіль — співак
- Валентина Бєлова — співачка
- Ніна Коста — співачка
- Людмила Сенчина
- Гертруда Юхіна — співачка
- Віталій Коротаєв — співак

## Знімальна група
- Режисер — Петро Журавльов
- Оператор — В'ячеслав Бабенков
- Композитор — Станіслав Пожлаков